# フレンチキス (KARAの曲)
「フレンチキス」は、KARAの10枚目のシングル。2013年11月27日に、ユニバーサルミュージックから発売した。

## 概要
前作「サンキュー サマーラブ」から、約4か月ぶりのシングル。
同日発売のベストアルバムには収録されない、M-2「ガールフレンド」収録に加え、
DVDには、同じくベスト盤には収録されない「フレンチキス Music Video Close-up ver.」「メイキング映像」を収録した限定盤。
ギュリ、スンヨン、ニコル、ハラ、ジヨンの5人体制のKARAでは、ラストシングルとなる。

## 収録曲

### 初回盤A
CD
1. フレンチキス
作詞：SHIROSE from WHITE JAM / 作曲：ヒロイズム、SHIROSE from WHITE JAM、NIKKI from WHITE JAM / 編曲：SHIROSE from WHITE JAM、ヒロイズム
2. ガールフレンド  
作詞：Glory face 1、Glory face 2、Jam9 / 作曲・編曲：Glory face 1、Glory face 2
3. フレンチキス (Instrumental)
4. ガールフレンド (Instrumental)

DVD
1. フレンチキス (Music Video Clip)
2. フレンチキス (Close-up Ver.)
3. フレンチキス (Music Video Clip オフショット)

### 通常盤
CD
1. フレンチキス
2. ガールフレンド
3. フレンチキス (Instrumental)
4. ガールフレンド (Instrumental)